# Nervi

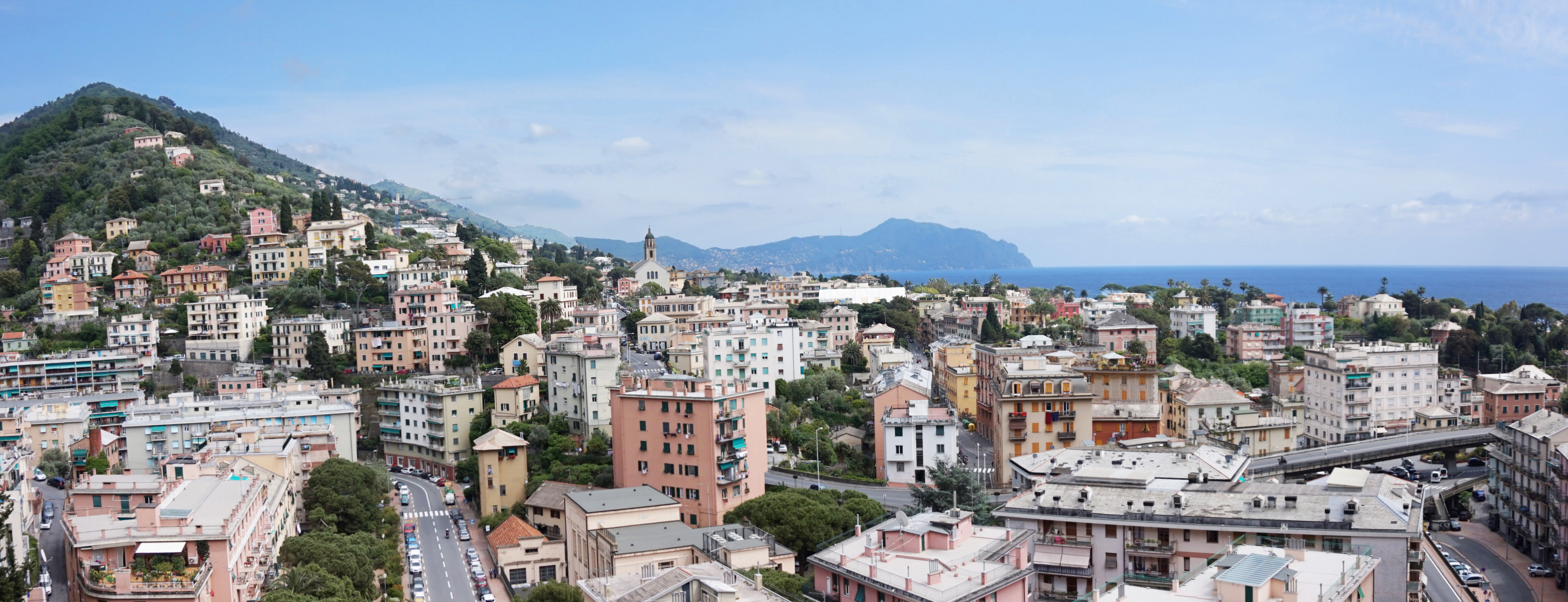
Nervi

Nervi – nadmorska miejscowość w północnych Włoszech (Liguria), obecnie wschodnia dzielnica Genui. Miejsce śmierci publicysty i współzałożyciela PPS Bolesława Jędrzejowskiego oraz Juliana Baltazara Marchlewskiego, polskiego i radzieckiego polityka i ekonomisty.